# 石塚汐花
石塚 汐花（いしづか しおか、1997年7月3日 - ）は、日本の女優、アイドル。東京都出身。BLUE ROSE所属。女性アイドルグループ「アイドルカレッジ」のメンバー。同グループの派生ユニット「HOP-PAS」の元リーダーでもある。
2021年3月7日、アイドルカレッジ卒業を発表。同年11月7日、『アイドルカレッジ石塚汐花卒業LIVE～夢に向かって全力で駆け抜けた3286日間のキセキ～』を最後にアイドルカレッジを卒業。

## 人物
- 兄と弟が各一人いる。
- 特技は空手、アクロバット、バトントワリング。
- 趣味は歌、ダンス[2]、キックボクシング、カラオケ、人にキャッチフレーズを付けること[1]。

## 出演作品

### テレビ
- Stand-upアイドル（TOKYO MX）
- シャキーン!（2014年5月、NHK Eテレ）
- 痛快TV スカッとジャパン（フジテレビ）
  - 第8回「極悪ナンパ男」（2015年1月12日） - いつき 役
  - 第117回「女性も惚れるカッコいいスカッと」（2018年2月19日）
- アイドリーーーム!! 第8回（2015年3月22日、Kawaiian TV）
- 世界の怖い夜!（2015年7月、TBS）
- ウルトラマンZ 第8話「神秘の力」（2020年8月8日、テレビ東京） - ミステリアス美女・妹 / ピット星人シィ（声） 役

それ以外にもいくつか出演はあり。

### 映画
- ピース オブマッド シティ（2019年）
- 白と黒の忘年会（2019年） - ヨシミ 役
- リズムへようこそ（2020年）
- 黄龍の村（2021年9月24日公開、ラビットハウス、監督：阪元裕吾） - 谷村真琴 役
- 泥棒日記（2022年） - 瑞穂 役

映画「泥棒日記」で初主演を務める。

### 舞台
- 超青春合唱コメディ『SING!』 東京公演（2013年6月、東京芸術劇場シアターウエスト） - 須藤芽衣 役
- ドリームクレッシェンド!!!（2014年2月）
- 5218（2014年9月） - 日替わりゲスト
- セブンフレンズ セブンミニッツ（2014年12月） - 日替わりゲスト
- ドリームクレッシェンド!!!（2015年7月） - 日替わりゲスト
- クォンタム･ドールズ 〜量子境界の遊歩者〜（2016年1月）
- アリスインプロジェクト 時空警察クロノゲイザー（2016年7月6日 - 10日、新馬場・六行会ホール） - 時空刑事リタ 役
- 白と黒の忘年会〜納めて初めて仕事篇〜（2019年2月） - ヨシミ 役
- 時空警察SIG-RAIDER シグレイダー 〜刻醒（エヴェイユ）（2019年3月） - シータ 役
- NINJA ZONE〜FATE OF THE KUNOICHI WARRIOR〜（2019年9月） - 緑紗 役
- 優しい魔法のとなえ方2022 (2022年5月13日-16日)

### ラジオ
- THE WORKS 第418回（2016年4月17日、FM NACK5） - 中島優衣と出演

### DVD
- ヒゲ探偵（2014年） - 主演
- まじっく・おぶ・すまいる（2014年8月）
- Shining SMILE（2017年4月）

### 雑誌
- 週刊ヤングジャンプ アルティメット制服コレクション（2014年、集英社）
- ミラクルジャンプ（2016年12月号、集英社） - 巻頭グラビア

### イベント
- YOSAKOIソーラン祭り 札幌開催（2017年6月、2018年6月、2019年6月）
- Kawasaki DREAM×GIRLS SONIC（2018年）
- TIFアームレスリング大会（2018年8月4日） - Bブロック出場
- アイドルカレッジ東名阪ツアー2020☆〜アイカレじゅういっチューねん、これからも頑張りマウス〜（2019年4月25日、2020年4月5日、2020年4月19日）
- 石塚汐花1st ソロワンマンライブ#しおちゃんわーるど vol.1（2019年7月27日）
- アイカレ11周年記念 令和ソフマップ企画（2020年）
- 石塚汐花2ndワンマンライブ #しおちゃんわーるど vol.2〜Prologue:これは1人のアイドルが新しい夢に向かって挑戦し続ける姿を描いた物語です。P.S.#しおかわいい〜（2020年3月）
- アイドルカレッジ名古屋定期公演〜課外授業+LIVE!!〜（2020年4月24日、6月26日、8月7日、10月23日、12月18日）

### ディスコグラフィ
- HOP-PAS 1stシングル「LOVE TALK」（2020年7月2日）

### その他
- 透明少女（2017年9月、VR）
- 石塚汐花 2018カレンダー（2017年10月）
- ハワイ・ホノルル駅伝&音楽フェス（2018年5月、2019年5月）